# Death Row (album)
Pour les articles homonymes, voir Death Row.
Albums de Accept
Objection Overruled
(1993) Predator
(1996)
Death Row est le dixième album du groupe de heavy metal allemand Accept sorti le 1er octobre 1994.
Il a été enregistré au Roxx Studios.

## Musique
L'album marque un changement de style inspiré par le Groove metal et l'alternatif en vogue à l'époque. C'est l'un des albums les plus agressifs du groupe. Hoffmann explique sa démarche à cette époque :

« On essayait de se mettre un peu au goût du jour. Des riffs plus rugueux, plus répétitifs. On s’était un peu lassé de faire encore et toujours les mêmes choses.  Vous savez, ces grands chœurs massifs, les mélodies teutonnes. On s’en était lassé – du moins Peter et moi. Alors on voulait essayer d’avancer, mais on n’a pas réussi à trouver notre chemin. Rétrospectivement, je ne sais pas ce que nous aurions pu et dû faire.[…] Je jouais un riff et immédiatement après, je me disais : et merde, je l’ai fait des millions de fois. C’était pas bon. C’est pourquoi on a essayé d’élargir notre style et d’essayer des choses que nous n’avions pas encore faites, on était très excités par cette idée. Mais je crois que le public n’était pas trop enthousiasmé par tout ça,. »

L'album introduit aussi deux titres instrumentaux, dont une nouvelle reprise de musique classique : la marche n°1 de Pomp and Circumstance de Sir Edward Elgar. Le titre Sodom & Gommorra contient également une reprise classique : le thème de La Danse du sabre de Aram Khatchatourian. Le groupe reprend la chanson "Generation Clash" qu'ils avaient écrites et enregistrée pour l'album Eat the Heat, dans une version plus agressive. Selon Wolf Hoffmann, cette reprise vient d'une idée du batteur Stefan Kaufmann. Le groupe trouvait que la chanson n’avait pas reçu la production qu’elle aurait dû avoir, et que la démo originelle (enregistrée en 88) sonnait mieux.
Le batteur Stefan Kaufmann rencontre à nouveau des problèmes de dos lors de l'enregistrement de l'album. C'est le batteur Stefan Schwarzmann qui le remplacera pour l'enregistrement de deux titres ("Bad Habits Die Hard" et "Prejudice") et pendant la tournée qui suivit.

## Textes
Au niveau des paroles, le groupe reste fidèle à l'écriture de thématiques sociales et politiques.
"Death Row" ("Couloir de la mort"), une chanson anti-peine de mort qui se place du point de vue d'un condamné américain en défiance vis-à-vis de la logique du châtiment qui lui est réservé. Elle y dénonce le cercle vicieux de la logique du talion ("You punish a crime with another crime"). La chanson y évoque le supplice de l'attente ("Give me a reason why you're gonna let me wait:Some kind of punishment before you terminate"). Le texte ironise aussi en comparant l'exécution à un spectacle pour les partisans hypocrites de l'exécution. ("If you need to kill me for your peace of mind. Then let's go - start the show"). C'est ce titre qui fera l'objet d'une vidéo promotionnelle. Le clip aborde différemment la thématique de la chanson. Elle y met en scène les concours de circonstances et de quiproquo qui vont amener à condamner un innocent à la peine capitale.
Le titre "Stone Evil" ("froidement mauvais") est une chanson ciblant les mouvements boneheads et critiquant la montée générale du néo-nazisme dans les divers démocraties. Il décrit leurs sympathisants comme des individus à l'esprit étriqué n'ayant rien retenu de l'histoire ("Their narrow minds still nothing learned from history") hormis l'héritage de haine de leurs aïeux ("The seeds of hate acquired from their ancestry"). La chanson les compare à des machines à l'esprit robotisé, sourds, aveugles et muets, dénués de tout sentiment, ("Skin-headed minions - they're deaf, dumb and blind, Machine-like in body - robotic in mind") conditionnés à suivre les ordres. ("They can't leave it - they can't break the spell. Under orders to obey")
"Prejudices" ("Préjugés") critique les préjugés, le racisme et les comportements intolérants en général.
La chanson "Guns’R’us" (Jeu de mots sur Toys'R'Us: "Les armes à feu, c'est nous") se veut une critique grinçante de la libre vente d’armes aux États-Unis et de ses enjeux économiques, et des divers faits divers qu’elle engendre. La chanson compare ironiquement ces supermarchés d'armes à la chaîne de magasins de jouets Toys "R" Us. Leur consommateurs sont décrits comme de grands enfants inconscients achetant des jouets dangereux ("Big boys buy big toys at Guns’R’us").
La ballade "Writtings on the wall" aborde de façon pessimiste les conséquences des désastres écologiques.
"Like A Loaded Gun" ("Comme une arme chargée/prête à tirer") traite de la pression du normativisme social sur un individu au point de le faire craquer et prêt à basculer dans la violence.
"Dead On" (Jeu de mots : "Dans le mille"/"Mort en marche") traite de façon pessimiste de l'omniprésence de la violence et de tueries aux quatre coins du monde.
"The Beast Inside" se place du point de vue d'un tueur psychopathe en proie à une lutte intérieure pour résister aux instincts de "la bête qui se terre en lui". ("I want to resist - but I can't hold it back. The beast is unleashed - it's got to attack. Again and again the force is too strong. It's breaching the chains. I've got the beast inside."). À la fin de la chanson, le texte opère une mise en abîme invitant l'auditeur à se regarder dans un miroir pour y voir la bête qui l'observe - suggérant que cette bête pourrait se trouver potentiellement en chaque individu. ("Take a look in the mirror, it's staring at you, even at you").

## Réception
Bien que ne répondant pas trop aux intérêts de la presse spécialisée de l'époque qui était plus versée dans l'alternatif, l'album reçoit des critiques assez positives notamment de Hardforce :

« Planquez vous ! Les rev'là ! Un nouvel album d'Accept, c'est un peu comme une "Panzerdivision" reformée avec le bon commandant Udo Dirkschneider à sa tête. Et point n'est besoin d'opposer une quelconque résistance. N'espérez pas la moindre tendresse de la part de ces heavy metalleux endurcis. Le passé est toujours le présent et le mur de guitares ne semble pas fissuré. OK, on décèle de-ci de-là quelques additifs au niveau de la production qui donnent une saveur plus actuelle à certains titres comme "Loaded Gun". "The Writing on the Wall" également peut passer pour un sucre d'orge à côté de la violence primaire de "Death Row" ou "Sodom and Gomorra". [...] On note également une réactualisation d'un des titres les plus intéressants de l'album "Eat The Heat" (le seul qui ait été enregistré sans le blondinet chanteur Udo) "Generation Clash". Et cette fois encore, ce morceau s'avère comme l'un des morceaux les plus captivants de l'album... six ans après ! Tout le reste, [...] n'est qu'étalage de metal du meilleur cru et cela ravira certainement les nombreux et toujours vaillants fans du genre. Les autres, eux, se dispenseront sans doute d'un tel retour en arrière et préféreront R.A.T.M, sans avoir forcément raison d'ailleurs. »

## Liste des titres
1. "Death Row" – 5:17
2. "Sodom & Gomorra" – 6:28
3. "The Beast Inside" – 5:57
4. "Dead on!" – 4:52
5. "Guns 'R' Us" – 4:40
6. "Like a Loaded Gun" – 4:18
7. "What Else" – 4:38
8. "Stone Evil" – 5:22
9. "Bad Habits Die Hard" – 4:41
10. "Prejudice" – 4:14
11. "Bad Religion" – 4:26
12. "Generation Clash II" – 5:04
13. "Writing on the Wall" – 4:25
14. "Drifting Apart" (listé sous le titre "Drifting Away" dans certaines éditions) – 3:02
15. "Pomp and Circumstance" – 3:44

## Formation
- Udo Dirkschneider : Chant
- Wolf Hoffmann : Guitare
- Peter Baltes : Basse
- Stefan Kaufmann : Batterie
- Stefan Schwarzmann : Batterie